# ويليام أ. إليوت
ويليام أ. إليوت (بالإنجليزية: William A. Elliott)‏ هو مخرج فني ومصمم الإنتاج أمريكي، ولد في 12 أبريل 1953 في لوس أنجلوس في الولايات المتحدة.

## وصلات خارجية
- ويليام أ. إليوت على موقع IMDb (الإنجليزية)
- ويليام أ. إليوت على موقع قاعدة بيانات الفيلم (الإنجليزية)